# Max Koegel
Max Koegel (ur. 16 października 1895 w Füssen, zm. 26 czerwca 1946 w Schwabach) – zbrodniarz hitlerowski, komendant obozów koncentracyjnych Ravensbrück, Majdanek i Flossenbürg oraz SS-Obersturmbannführer.

## Życiorys
Urodzony w Füssen (Bawaria), uczestniczył jako ochotnik w I wojnie światowej. Walczył m.in. pod Verdun, gdzie został ranny. Po zakończeniu wojny początkowo pracował w urzędzie celnym, następnie w 1922 otworzył sklep (w 1926 zbankrutował i został skazany za oszustwo). Członek Schutzstaffel od 1929 i NSDAP od 1932. W 1933 Koegel rozpoczął służbę obozową jako strażnik w Dachau, gdzie terminował pod okiem Theodora Eickego. W 1936 został adiutantem w Columbia-Haus w Berlinie, ale już w 1937 powrócił do Dachau zostając adiutantem Eickego. Następnie od 1938 do 1939 pełni funkcję Schutzhaftlagerführera w Ravensbrück.
1 stycznia 1940 Koegel został komendantem obozu Ravensbrück (zasłynął z okrucieństwa, z jakim traktował więźniarki). Na stanowisku tym pozostał do sierpnia 1942, gdy przeniesiono go do Majdanka, również jako komendanta obozu. W Majdanku pozostał do stycznia 1943. Wreszcie od kwietnia 1943 do kwietnia 1945 był ostatnim komendantem Flossenbürga. Koegel ponosi bezpośrednią odpowiedzialność za zbrodnie popełnione w obozach koncentracyjnych, których był komendantem. Osobiście dawał przykład innym esesmanom, maltretując i bijąc więźniów (także kobiety). W kwietniu 1945 znalazł się w składzie sędziowskim, który skazał Wilhelma Canarisa na karę śmierci (wyrok wykonano 9 kwietnia 1945).
Po wojnie został schwytany przez Amerykanów, a następnie skazany przez aliancki Trybunał Wojskowy za zbrodnie wojenne i zbrodnie przeciw ludzkości  popełnione w Ravensbrück na śmierć przez powieszenie. Popełnił w czerwcu 1946 samobójstwo w więzieniu w Norymberdze przed wykonaniem wyroku.